# دين محمد كوناييف
دين محمد كوناييف (بالقازاقية: Дінмұхаммед (Димаш) Ахметұлы Қонаев)، ولد في 12 يناير 1912، وتوفي في 22 أغسطس 1993 في ألماتي، هو سياسي كازاخي شيوعي، شغل منصب رئيس وزراء الجمهورية الاشتراكية والسكرتير الأول للحزب الشيوعي في كازاخستان في الفترة من 1964 إلى 1986.

## حياته
خلال فترة قيادة دينموخاميد كونايف لجمهورية كازاخستان السوفيتية، كان يعمل بنشاط على تعزيز الكوادر المحلية. فقد رشح نور سلطان نزارباييف، الذي سيصبح فيما بعد أول رئيس لكازاخستان، لمنصب رئيس الحكومة. وخلال أحد الاجتماعات غير الرسمية مع أعضاء اللجنة المركزية، قال كونايف:
«لن يكون أي منكم القائد القادم للجمهورية. لا تتخذوا كلامي هذا كإهانة! فقط لدى نور سلطان نزارباييف فرص جيدة ليكون خليفتي. إنه شاب وموهوب بما يكفي.»
لكن لاحقًا، بدأت تظهر خلافات في وجهات النظر بين كونايف ونزارباييف حول إدارة الجمهورية. ووفقًا لذكريات نزارباييف، وصلت هذه المواجهة إلى ذروتها في فبراير 1986، خلال المؤتمر السادس عشر للحزب الشيوعي في كازاخستان، وهو آخر مؤتمر تحت قيادة كونايف. ووفقًا للعرف، كانت تُلقى في مؤتمرات الحزب تقريران: الأول من قائد التنظيم الحزبي الجمهوري، والثاني من رئيس الحكومة. وفي ذلك المؤتمر، تركز تقرير نزارباييف على النقد، حيث انتقد بطء النمو في الإنتاجية والإنتاج، وعدم جدوى المشاريع الجديدة، وفشل الميزانية في قطاع البناء، والإخفاقات في الزراعة. كما انتقد أيضًا شقيق كونايف، أسكار، الذي كان يرأس أكاديمية العلوم في جمهورية كازاخستان السوفيتية.
بعد ذلك، زار كونايف غورباتشوف واقترح إعفاء نزارباييف من منصب رئيس مجلس الوزراء ونقله للعمل في الخارج ضمن وزارة الخارجية. لكن غورباتشوف أبلغه بوجود شكاوى عديدة ضد كونايف نفسه من كازاخستان، وأن أمناء اللجنة المركزية غير راضين عن عمله كأمين أول. فرد كونايف قائلاً: "لا حاجة لذلك. سأرحل بنفسي."

## روابط خارجية
- دين محمد كوناييف على موقع مونزينجر (الألمانية)